# IC 3164
IC 3164 је двојна звијезда у сазвјежђу Береникина коса која се налази на листи објеката дубоког неба у Индекс каталогу.
Деклинација објекта је + 24° 57' 24" а ректасцензија 12h 20m 5,2s.